# Kempens Landschap

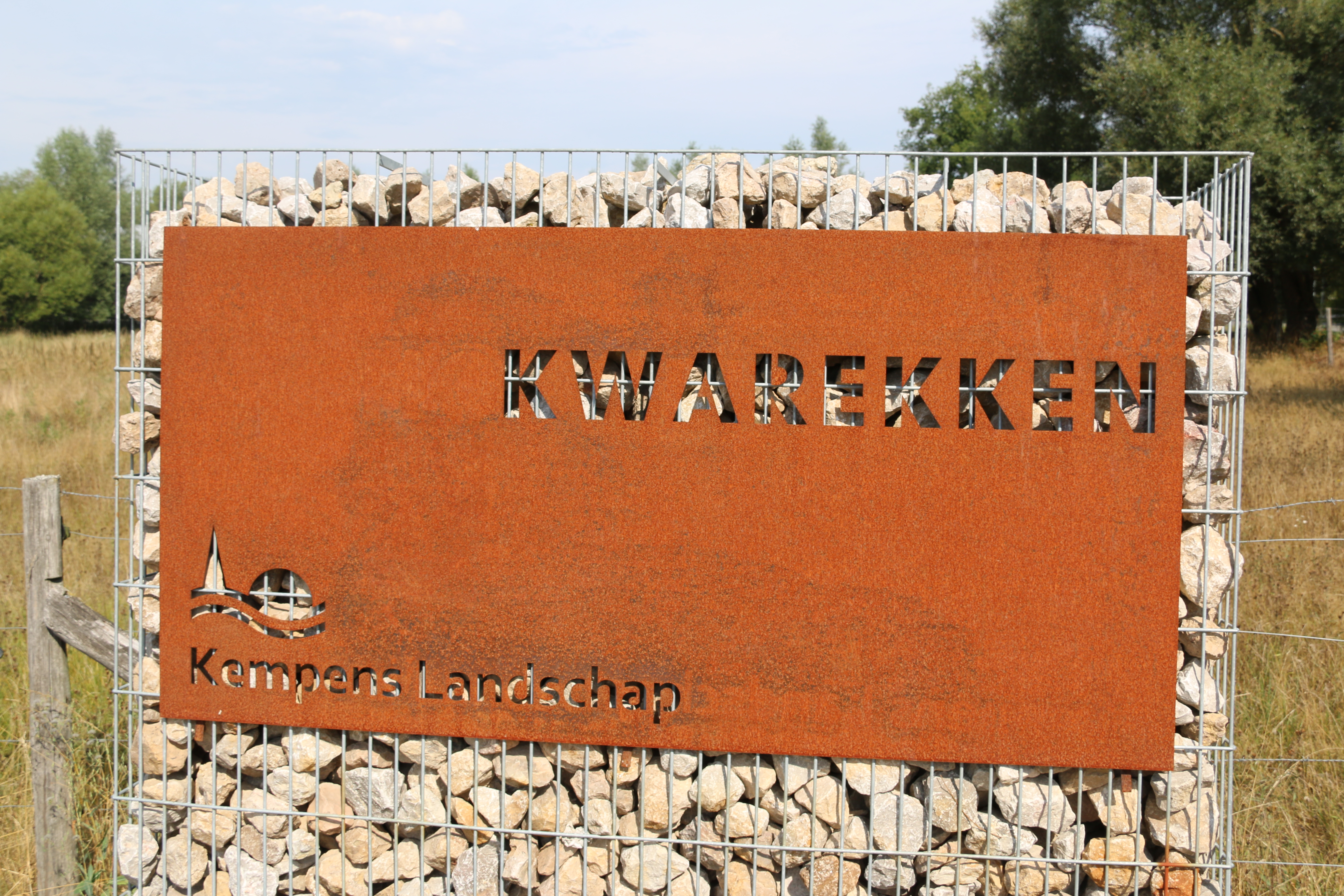
Kwarekken, een gebied van Kempens Landschap vzw

De Stichting Kempens Landschap is een Belgische vereniging zonder winstoogmerk, die ten doel heeft om natuurgebieden te verwerven en te beheren in de provincie Antwerpen. Het is een zusterorganisatie van de Provinciale Landschappen in Nederland en de British National Trust.

## Geschiedenis
Het ontstaan van deze vereniging vangt aan in 1993, toen in België de Wet op de Landloperij werd afgeschaft. De Belgische federale overheid besloot hierop de Rijksweldadigheidskolonies te Merksplas en Wortel af te stoten. Dit betrof meer dan 1000 ha zeer afwisselend cultuurlandschap. De Provincie Antwerpen en de gemeenten wilden dit alles behouden en daarom werd in november 1997 de vzw Kempens Landschap opgericht. 

## Patrimonium
In 2010 telde de vereniging al 50 aangesloten gemeentebesturen en had ze 34 domeinen van in totaal 560 ha in haar bezit.
Vanaf ten laatste 2024 beheerde Kempens Landschap:

### Natuur en bossen
Over de jaren groeide het aantal natuur- en bosgebieden verder uit tot meer dan 45 begin 2025.

### Landgoederen
Hof ter Linden te Edegem, de Jan Vlemincktoren te Wijnegem, Hof ter Borght te Hulshout, De Notelaer te Bornem, Kasteel van Zellaer in Bonheiden, Hof ter Laken in de deelgemeente Booischot van Heist-op-den-Berg, het Hof te Vosselaar, Kasteel ter Elst te Duffel, Kasteel Ravenhof te Stabroek en het Kasteel van Westmalle.

### Militair erfgoed
Het Antwerps Fort 4, het fort van Kessel, het fort van Duffel en de Militaire spoorlijn Kapellen-Brasschaat.

### Ruraal erfgoed
De Wortel-Kolonie te Wortel in de gemeente Hoogstraten, de hoeve Ter Speelbergen te Putte, het pitoresks centrum van Gestel, het dorpscentrum Weelde te Ravels en de landerij Boshoek Hove.